# Adaro Chirta
El Adaro 1.E-7 Chirta fue un avión de entrenamiento militar construido por la empresa española Adaro justo antes del estallido de la guerra civil española.

## Diseño y desarrollo
Se diseñó en respuesta a los requerimientos de la Aeronáutica Militar como parte de su programa de modernización. El Chirta era un sesquiplano convencional donde el instructor y el estudiante se sentaban en cabinas abiertas situadas en tándem. Las alas ligeramente trapezoidales tenían alerones sólo en las superiores; inusualmente, cubrían toda la envergadura. El combustible se llevaba en un depósito en el ala superior. Había un recorte en el borde de fuga del ala superior para una mejor visibilidad hacia arriba desde el asiento trasero; el asiento delantero estaba bajo el ala. El empenaje triangular llevaba un timón sin equilibrar y ligeramente redondeado. Las estructuras de soporte sobre el suelo estaban constituidas por un patín de aterrizaje bajo la cola y por dos ruedas delanteras carenadas con pilones principales en forma de V bajo las alas y el morro. El Chirta estaba destinado a realizar entrenamiento de combate y ser totalmente acrobático. Fue diseñado por Julio Adaro, que era instructor en la Escuela Superior de Aeronáutica y había trabajado anteriormente para la firma francesa Dewoitine.
Terminado en julio de 1935, se evaluó frente al Gil-Pazó GP-1, el Loring X y el Hispano E-34, quedando finalmente tercero en las pruebas, por lo que no consiguió ningún contrato de producción. No se construyeron más ejemplares y el único prototipo parece no haber sobrevivido la Guerra Civil, aunque lo estaba como mínimo en noviembre de 1936, cuando las tropas nacionales tomaron Cuatro Vientos.

## Especificaciones técnicas
Referencia datos: Les Ailes 23 May 1935

### Características generales
- Tripulación: Dos (estudiante e instructor)
- Longitud: 6,5 m (21,3 ft)
- Envergadura: 10 m (32,8 ft)
- Altura: 2,5 m (8,2 ft)
- Superficie alar: 17,7 m² (190,5 ft²)
- Peso vacío: 480 kg (1057,9 lb)
- Peso máximo al despegue: 730 kg (1608,9 lb)
- Planta motriz: 1× motor lineal invertido de 4 cilindros refrigerado por aire Walter Junior.
  - Potencia: 75 kW (103 HP; 102 CV)

### Rendimiento
- Velocidad nunca excedida (Vne): 180 km/h (112 MPH; 97 kt)
- Velocidad crucero (Vc): 150 km/h (93 MPH; 81 kt)
- Velocidad de entrada en pérdida (Vs): 70 km/h (43 MPH; 38 kt)
- Alcance: 1000 km (540 nmi; 621 mi)
- Techo de vuelo: 5000 m (16 404 ft)